# Сюзан Ламенс
Сюзан Ламенс (нід. Suzan Lamens) — нідерландська тенісистка, що спеціалізується на парній грі.

## Фінали турнірів Туру WTA

### Одиночний розряд: 1 титул
| Легенда          |
| ---------------- |
| Grand Slam (0–0) |
| WTA 1000 (0–0)   |
| WTA 500 (0–0)    |
| WTA 250 (1–0)    |

| За поверхнею |
| ------------ |
| Хард (1–0)   |
| Грунт (0–0)  |
| Трава (0–0)  |

| Фінали за умовами |
| ----------------- |
| Під небом (1–0)   |
| В залі (0–0)      |

| Результат | В–П | Дата     | Турнір                     | Статус  | Поверхня | Супротивниця     | Рахунок  |
| --------- | --- | -------- | -------------------------- | ------- | -------- | ---------------- | -------- |
| Перемога  | 1–0 | Жов 2024 | Japan Women's Open, Японія | WTA 250 | Хард     | Кімберлі Біррелл | 6–0, 6–4 |

## Фінали турнірів WTA Challenger

### Одиночний розряд: 1 титул
| Результат | В–П | Дата     | Турнір                         | Поверхня | Супротивниця | Рахунок       |
| --------- | --- | -------- | ------------------------------ | -------- | ------------ | ------------- |
| Перемога  | 1–0 | Кві 2024 | Oeiras Ladies Open, Португалія | Ґрунт    | Клара Таусон | 6–4, 5–7, 6–4 |